# Balázs Kiss (lekkoatleta)
Balázs Kiss (ur. 21 marca 1972 w Veszprémie) – węgierski lekkoatleta, młociarz, mistrz olimpijski.
Swój największy sukces odniósł na Igrzyskach Olimpijskich w Atlancie w 1996, gdzie został mistrzem olimpijskim z rezultatem 81,24 m. Czterokrotnie startował w mistrzostwach świata: Göteborg (1995) – 4. miejsce; Ateny (1997) – 4. miejsce; Sewilla (1999) – odpadł w eliminacjach; Edmonton (2001) – 6. miejsce.
Zdobył srebrny medal podczas mistrzostw Europy w Budapeszcie w 1998, a w Monachium (2002) był czwarty. Wcześniej w Helsinkach (1994) był 12. Zwyciężył na Uniwersjadzie w 1995 i 1997.
Trzy razy zdobywał mistrzostwo Węgier: w 1995, 1998 i 2000. Pięciokrotny rekordzista kraju. Jego rekord życiowy wynosi 83,00 m (z 1998). Wycofał się z czynnego uprawniania sportu w 2004.